# National Registration Act 1939

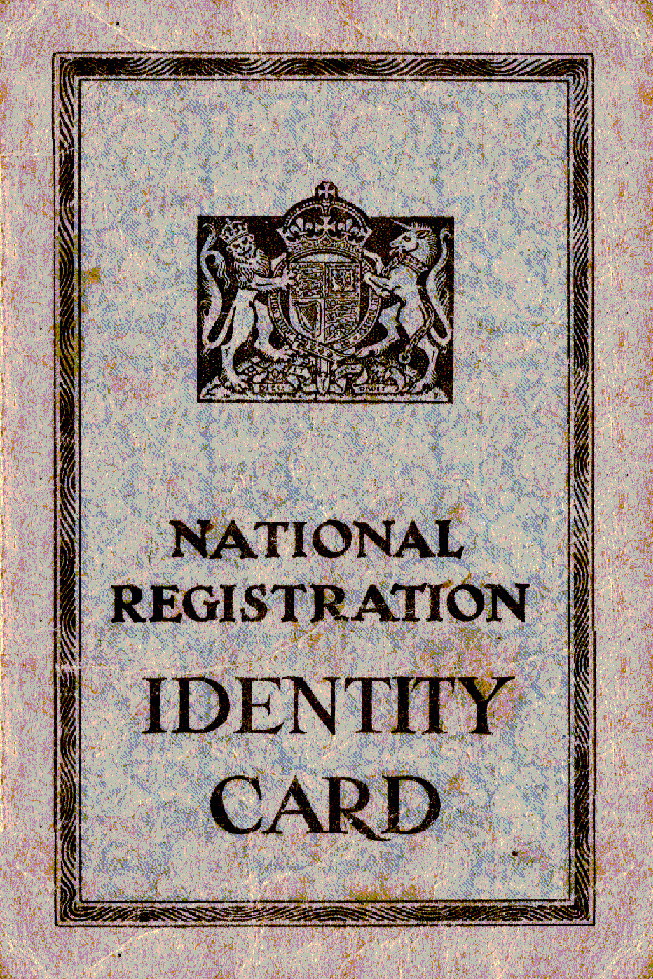
Carta d'identità adulta - 1943

Il National Registration Act 1939 (2 & 3 Geo. VI c. 91) fu una Act of Parliament nel Regno Unito. Il National Registration Bill iniziale venne introdotto in Parlamento come misura d'emergenza, all'inizio della seconda guerra mondiale. L'assenso reale venne dato il 5 settembre 1939.
La legge istituì un registro nazionale, che iniziò ad operare il 29 settembre 1939 (National Registration Day), un sistema di carte d'identità, e un requisito che esse dovessero essere prodotte su richiesta o presentate ad una stazione di polizia entro 48 ore.

## Carte d'identità della seconda guerra mondiale
Ogni uomo, donna e bambino doveva portare la carta d'identità (ID) in ogni momento e le carte avrebbero potuto includere le seguenti informazioni:
- Nome
- Sesso
- Età
- Occupazione, professione, mestiere o attività
- Indirizzo; Stato civile
- Appartenenza alla Riserva Navale, Militare o Aeronautica o alle forze ausiliarie o ai servizi o alle riserve di Protezione Civile.

65.000 enumeratori in tutto il paese trasportarono moduli in vista del giorno scelto. Il 29 settembre 1939, i capofamiglia furono tenuti a registrare i dettagli sui moduli di registrazione. Nelle domeniche e lunedì seguenti, gli enumeratori visitarono ogni capofamiglia, verificarono la forma lì e poi rilasciarono una carta di identità completata per ciascuno dei residenti. Tutte le carte in questo momento erano dello stesso colore marrone/cuoio.
Tre ragioni principali per la loro introduzione:
- 1. La principale dislocazione della popolazione causata dalla mobilitazione e dall'evacuazione di massa e anche la necessità della guerra per il controllo completo e la pianificazione della manodopera al fine di massimizzare l'efficienza dell'economia di guerra.
- 2. La probabilità di razionamento (introdotta a partire dal gennaio 1940 in poi).
- 3. Statistiche demografiche. Dato che l'ultimo censimento era stato tenuto nel 1931, c'erano pochi dati precisi su cui basare le decisioni di pianificazione vitali. Il National Register era infatti un censimento immediato e il National Registration Act somiglia molto al Census Act del 1920 in molti modi.

### Carta d'identità (Blu) del 1943
La versione blu più comunemente trovata della carta d'identità (vedi immagine) venne rilasciata nel 1943 per gli adulti. Fino ad allora, le carte d'identità per adulti erano marroni, lo stesso colore come le carte per bambini. I funzionari di governo avevano carte d'identità verdi con una fotografia, mentre quelli nelle forze armate avevano carte di identità separate.
I bambini sotto i 16 anni vennero emessi con carte di identità, ma dovevano essere tenute dai loro genitori.
L'identificazione era necessaria se le famiglie si fossero separate gli uni dagli altri e la loro casa fosse stata bombardata, e se le persone fossero state ferite o uccise.
Le sezioni presenti nella scheda che mostrano il cambiamento di indirizzo erano importanti, dato che molte persone si muovevano più volte durante la guerra.

### Class Codes
I Class Codes vennero utilizzati a fini elettorali ed amministrativi. Le carte vennero segnate A, B, C, N o V.
- A: Oltre i 21 anni
- B: Tra i 16 e i 21 anni

Inoltre, tutte le carte di class code 'B' erano seguite da tre numeri. I primi due indicavano l'anno in cui il titolare era nato mentre il terzo indicava in che trimestre dell'anno il titolare era nato. Ad esempio, B. 252 mostrerebbe che il titolare è nato nel secondo trimestre del 1925 e avrebbe anche indicato ad un impiegato elettorale che il titolare aveva raggiunto lo stato adulto nel secondo trimestre del 1946 (vale a dire raggiunto l'età di 21 anni).
- C: Apparso su cartellini gialli rilasciati ai lavoratori dalla Repubblica d'Irlanda che venivano condizionatamente ammessi in Gran Bretagna.
- N: Carte di riemissione sotto un nome alterato.
- V: Pubblicato su cartellini gialli rilasciati a persone con più di 16 anni che arrivavano in questo paese dichiarando che erano di solito residenti al di fuori del Regno Unito.

Carte di cuoio temporanee vennero emesse per i minori di 16 anni, ma non effettuarono un class code.

## Abrogazione della legge
Il 21 febbraio 1952, non fu più necessario portare una carta d'identità. Il National Registration Act of 1939 venne abrogato il 22 maggio 1952. L'ultima persona perseguita ai sensi della legge fu Clarence Henry Willcock.

## Accesso all'informazione
Le registrazioni create con il National Registration Act vennero mantenute dagli Archivi Nazionali ma non sono liberamente accessibili al pubblico. Soggetti a restrizioni per salvaguardare la privacy delle persone che sono o potrebbero essere ancora vive, le informazioni possono essere ottenute presso il Centro informazioni NHS su individui specifici a pagamento. Gli Archivi Nazionali hanno stipulato un accordo in base al quale i documenti originali vengono digitalizzati a scansione e saranno messi a disposizione (soggetti a restrizioni sulla privacy) sul sito web Findmypast.